# Lovro Pintar
Lovro Pintar (2. srpna 1814 Sveti Tomaž – 10. září 1875 Tupaliče) byl rakouský římskokatolický duchovní, publicista, pomolog a politik slovinské národnosti z Kraňska, v 2. polovině 19. století poslanec Říšské rady.

## Biografie
Vystudoval hlavní školu v Škofja Loka a gymnázium v chorvatském Karlovaci. Potom studoval filozofii v Lublani. Zde se poprvé dostal do kontaktu se slovinským národním hnutím. V roce 1836 nastoupil do kněžského semináře v Lublani. V roce 1840 byl vysvěcen na kněze. Už během studií bohoslovectví byl ovlivněn ilyrismem. V roce 1841 tu založil čtenářskou společnost Slavo-ilirsko društvo. Publikoval v novinách Slovenija, Ljubljanski časnik, Zgodnja danica a Laibacher Zeitung. Zajímal se o rozvoj ovocnářství a produkci hedvábí. Roku 1841 odešel ze semináře a působil pak jako duchovní na několika místech v Kraňsku. Během působení v obci Preska byl stižen plicní chorobou, která mu na pět let znemožnila pokračovat ve svém povolání. Po několika letech v těžké sociální situaci nastoupil roku 1848 jako hofmistr k hraběti Thurnovi v Radovljici. Tehdy se stal natolik vlivným, že během Revoluce 1848–1849 v revolučního roku 1848 přesvědčil své krajany v Horním Kraňsku, aby nevyslali své poslance na Frankfurtský parlament. Během roku 1848 čile publikoval v tisku a udržoval kontakty s četnými slovinskými buditeli. Vyslovoval se za práva slovinského jazyka.
Koncem roku 1849 se vrátil do duchovní služby, když nastoupil jako farář do Preddvoru, kde po několik let zajišťoval i školní výuku. Od roku 1861 působil jako farář v Breznici, kde založil vzornou ovocnou zahradu a psal články o ovocnářství do listů Novice a Učiteljski tovariš. Nadále byl aktivní v slovinském národním hnutí a napsal několik modlitebních knih v slovinštině.
Roku 1867 byl zvolen na Kraňský zemský sněm za kurii venkovských obcí, obvod Radovljica, Kranjska gora. Zemský sněm ho 6. dubna 1867 zvolil i do Říšské rady (tehdy ještě volené nepřímo), za kurii venkovských obcí v Kraňsku. Rezignoval počátkem roku 1870 v rámci hromadných rezignací federalisticky orientovaných poslanců Říšské rady. Na Říšské radě vystupoval proti liberálnímu zákonodárství navrhovanému ministrem Eduardem Herbstem.
Na mandát v zemském sněmu rezignoval pro nemoc v září 1874. Od roku 1875 pobýval na penzi v Preddvoru a Tupaličích, kde ještě téhož roku zemřel.